# 大織冠
大織冠（たいしょっかん、たいしょかん）は、大化3年（647年）から天武天皇14年（685年）まで日本で用いられた冠位、またその標章たる冠をいう。冠位としては単に大織（だいしき）ともいう。冠位の最上位で、下には小織がある。日本史上、藤原鎌足だけが授かった。小織と共に現在の位階の最高位である正一位よりも上位に相当する。

## 概要
大化3年（647年）に制定された七色十三階冠の制で設けられた。大織・小織の冠は織物で作り、繡で縁どった。冠につける鈿は金銀で作った。深紫色の服を着用する規定であった。
以前の冠位十二階は大臣を対象とせず、大臣は自ら紫冠を着用していたが、13階の制では紫冠が上から5、6番目になった。かわって最上位になった大織・小織の冠は当面誰にも与えられなかったようである。
天武天皇14年（685年）1月21日の冠位四十八階の制で冠位の名称が全面的に変わり、廃止された。 
河上繁樹・関西学院大学教授は阿武山古墳に副葬されていた冠帽が、その織り方などから大織冠ではないかと推測している。

## 叙位された人物
大織を授けられたことが記録に見えるのは、内臣（内大臣）の中臣鎌足（藤原鎌足）だけである。天智天皇に信任された鎌足は、死の前日の天智天皇8年（669年）10月15日に大織冠を授けられた。後に鎌足は「大織冠」と尊称された。
他の冠位については、「大錦上位」など「位」の字をつけるのが普通だが、大織の場合は「冠」をつけて大織冠と呼ぶことが多い。『藤氏家伝』上巻にあたる鎌足の伝記は「大織冠伝」と呼ばれる。
他には斉明天皇7年（662年）9月に帰国して百済の王位に就こうとする百済王子豊璋に織冠を授けたとの記事があるが、大織とも小織ともない。このことから、大織と小織は唐が高句麗・百済・新羅の王に一品相当の官を授けたことにならい、外国の王に授けることを想定した冠位だったとする説がある。
他の大臣の例としては大繡の巨勢徳多が最高である。